# هاريسون (مقاطعة كالوميت)
هاريسون، مقاطعة كالوميت (بالإنجليزية: Harrison (town), Calumet County, Wisconsin)‏ هي بلدة تقع بولاية ويسكونسن في الولايات المتحدة. تبلغ مساحتها 153.9 (كم²)، وترتفع عن سطح البحر 241 م، بلغ عدد سكانها 3471 نسمة في عام 2013 حسب إحصاء مكتب تعداد الولايات المتحدة .

## وصلات خارجية
- The US50 - Cities and Towns in Wisconsin State
- Wisconsin Cities and Towns, Facts, Map, Flag, Colleges, Government, and More